# 니콜라스 곤살레스
니콜라스 이반 곤살레스(스페인어: Nicolás Iván González, 1998년 4월 6일 ~)은 아르헨티나의 축구 선수로 현재 이탈리아 세리에 A의 유벤투스에서 뛰고 있다. 포지션은 윙어이다.